# Statistiche e record di Naomi Ōsaka
| Finali in carriera |                  |       |       |        |        |
| Specialità | Categoria        | Vinte | Perse | Totale | %      |
| Singolare | Grande Slam      | 4     | 0     | 4      | 100%   |
| Singolare | Olimpiadi estive | 0     | 0     | 0      | -      |
| Singolare | WTA Finals       | 0     | 0     | 0      | -      |
| Singolare | WTA 1000*        | 2     | 3     | 5      | 40%    |
| Singolare | WTA 500 & 250**  | 1     | 3     | 4      | 25%    |
| Singolare | Totale           | 7     | 6     | 13     | 53.85% |
| * Conosciuti in precedenza come tornei "WTA Premier Mandatory & 5" fino al 2020 ** Conosciuti in precedenza come tornei "WTA Premier & International" fino al 2020 |                  |       |       |        |        |

In questa pagina sono riportare le statistiche e i record realizzati da Naomi Ōsaka durante la sua carriera tennistica.

## Statistiche WTA

### Singolare

#### Vittorie (7)
| Legenda               |              |
| Grande Slam (4)       |              |
| Ori Olimpici (0)      |              |
| WTA Finals (0)        |              |
| WTA Elite Trophy (0)  |              |
| Dal 2009 al 2020      | Dal 2021     |
| Premier Mandatory (2) | WTA 1000 (0) |
| Premier 5 (0)         | WTA 1000 (0) |
| Premier (1)           | WTA 500 (0)  |
| International (0)     | WTA 250 (0)  |

| N. | Data              | Torneo                          | Superficie | Avversaria in finale     | Punteggio        |
| 1. | 18 marzo 2018     | Indian Wells Open, Indian Wells | Cemento    | Dar'ja Kasatkina         | 6–3, 6–2         |
| 2. | 8 settembre 2018  | US Open, New York               | Cemento    | Serena Williams          | 6–2, 6–4         |
| 3. | 26 gennaio 2019   | Australian Open, Melbourne      | Cemento    | Petra Kvitová            | 7–6(2), 5–7, 6–4 |
| 4. | 22 settembre 2019 | Pan Pacific Open, Osaka         | Cemento    | Anastasija Pavljučenkova | 6–2, 6–3         |
| 5. | 6 ottobre 2019    | China Open, Pechino             | Cemento    | Ashleigh Barty           | 3–6, 6–3, 6–2    |
| 6. | 12 settembre 2020 | US Open, New York (2)           | Cemento    | Viktoryja Azaranka       | 1–6, 6–3, 6–3    |
| 7. | 20 febbraio 2021  | Australian Open, Melbourne (2)  | Cemento    | Jennifer Brady           | 6–4, 6–3         |

#### Sconfitte (6)
| Legenda               |              |
| Grande Slam (0)       |              |
| Argenti Olimpici (0)  |              |
| WTA Finals (0)        |              |
| WTA Elite Trophy (0)  |              |
| Dal 2009 al 2020      | Dal 2021     |
| Premier Mandatory (0) | WTA 1000 (2) |
| Premier 5 (1)         | WTA 1000 (2) |
| Premier (2)           | WTA 500 (0)  |
| International (0)     | WTA 250 (1)  |

| N. | Data              | Torneo                      | Superficie  | Avversaria in finale | Punteggio     |
| 1. | 25 settembre 2016 | Pan Pacific Open, Tokyo     | Cemento     | Caroline Wozniacki   | 5–7, 3–6      |
| 2. | 23 settembre 2018 | Pan Pacific Open, Tokyo (2) | Cemento (i) | Karolína Plíšková    | 4–6, 4–6      |
| 3. | 29 agosto 2020    | Cincinnati Open, New York   | Cemento     | Viktoryja Azaranka   | w/o           |
| 4. | 2 aprile 2022     | Miami Open, Miami Gardens   | Cemento     | Iga Świątek          | 4–6, 0–6      |
| 5. | 5 gennaio 2025    | ASB Classic, Auckland       | Cemento     | Clara Tauson         | 6-4, rit.     |
| 6. | 7 agosto 2025     | Canadian Open, Montréal     | Cemento     | Victoria Mboko       | 6-2, 4-6, 1-6 |

## Circuito WTA 125

### Singolare

#### Vittorie (1)
| N. | Data          | Torneo                            | Superficie  | Avversaria in finale | Punteggio |
| 1. | 4 maggio 2025 | Open 35 de Saint-Malo, Saint-Malo | Terra rossa | Kaja Juvan           | 6-1, 7-5  |

#### Sconfitte (1)
| N. | Data             | Torneo                | Superficie | Avversaria in finale | Punteggio        |
| 1. | 15 novembre 2015 | Hua Hin Open, Hua Hin | Cemento    | Jaroslava Švedova    | 4–6, 7–6(8), 4–6 |

## Statistiche ITF

### Singolare

#### Sconfitte (4)
| Torneo $100.000 (0) |
| Torneo $80.000 (0)  |
| Torneo $75.000 (1)  |
| Torneo $60.000 (0)  |
| Torneo $50.000 (1)  |
| Torneo $25.000 (2)  |
| Torneo $15.000 (0)  |
| Torneo $10.000 (0)  |

| N. | Data           | Torneo                                                      | Superficie | Avversaria in finale | Punteggio     |
| 1. | 2 giugno 2013  | Hunt Communities USTA Women's Pro Tennis Classic, El Paso   | Cemento    | Sanaz Marand         | 4–6, 4–6      |
| 2. | 9 marzo 2014   | Women's ITF Irapuato Club de Golf Santa Margarita, Irapuato | Cemento    | Indy de Vroome       | 6–3, 4–6, 1–6 |
| 3. | 27 aprile 2015 | Kangaroo Cup, Gifu                                          | Sintetico  | Zheng Saisai         | 6–3, 5–7, 4–6 |
| 4. | 14 giugno 2015 | Surbiton Trophy, Surbiton                                   | Erba       | Vitalija D'jačenko   | 6(5)–7, 0–6   |

## Risultati in progressione
| Sigla | Risultato               |
| ----- | ----------------------- |
| V     | Vincitore               |
| F     | Finalista               |
| SF    | Semifinalista           |
| O     | Oro olimpico            |
| A     | Argento olimpico        |
| SF    | Bronzo olimpico         |
| QF    | Quarti di Finale        |
| 4T    | Quarto turno            |
| 3T    | Terzo turno             |
| 2T    | Secondo turno           |
| 1T    | Primo turno             |
| RR    | Round Robin             |
| LQ    | Turno di qualificazione |
| A     | Assente                 |
| ND    | Non disputato           |

| Legenda superfici    |
| -------------------- |
| Cemento              |
| Terra battuta        |
| Erba                 |
| Superficie variabile |

### Singolare
Aggiornato a fine Miami Open 2022 
| Torneo                 | 2013            | 2014            | 2015            | 2016            | 2017            | 2018          | 2019          | 2020          | 2021            | 2022            | 2023            | 2024            | 2025          | Titolo      | V–S         |             |
| ---------------------- | --------------- | --------------- | --------------- | --------------- | --------------- | ------------- | ------------- | ------------- | --------------- | --------------- | --------------- | --------------- | ------------- | ----------- | ----------- | ----------- |
| Tornei del Grande Slam |                 |                 |                 |                 |                 |               |               |               |                 |                 |                 |                 |               |             |             |             |
| Australian Open        | Assente         | Assente         | Assente         | 3T              | 2T              | 4T            | V             | 3T            | V               | 3T              | A               | 1T              | 3T            | 2 / 9       | 26–7        |             |
| Open di Francia        | Assente         | Assente         | Assente         | 3T              | 1T              | 3T            | 3T            | A             | 2T8             | 1T              | A               | 2T              | 1T            | 0 / 6       | 7–4         |             |
| Wimbledon              | Assente         | Assente         | Q1              | A               | 3T              | 3T            | 1T            | ND            | Assente         | Assente         | Assente         | 2T              | 3T            | 0 / 5       | 7–5         |             |
| US Open                | Assente         | Assente         | Q2              | 3T              | 3T              | V             | 4T            | V             | 3T              | 1T              | A               | 2T              |               | 2 / 8       | 23–6        |             |
| Vittorie–sconfitte     | 0–0             | 0–0             | 0–0             | 6–3             | 5–4             | 14–3          | 12–3          | 9–1           | 9–1             | 2–3             | 0-0             | 3-4             | 4-3           | 57–18       | 57–18       |             |
| Giochi olimpici        |                 |                 |                 |                 |                 |               |               |               |                 |                 |                 |                 |               |             |             |             |
| Giochi olimpici estivi | Non disputati   | Non disputati   | Non disputati   | A               | Non disputati   | Non disputati | Non disputati | Non disputati | 3T              | Non disputati   | Non disputati   | 1T              | Non disputati | 0 / 2       | 2–2         |             |
| Tornei di fine anno    |                 |                 |                 |                 |                 |               |               |               |                 |                 |                 |                 |               |             |             |             |
| WTA Finals             | Non qualificata | Non qualificata | Non qualificata | Non qualificata | Non qualificata | RR            | RR4           | ND            | Non qualificata | Non qualificata | Non qualificata | Non qualificata |               |             | 0 / 2       | 1–3         |
| WTA 10001              |                 |                 |                 |                 |                 |               |               |               |                 |                 |                 |                 |               |             |             |             |
| Doha / Dubai2          | Assente         | Assente         | Assente         | Assente         | 2T              | 2T            | 2T            | Assente       | Assente         | Assente         | Assente         |                 |               | 0 / 3       | 2–3         |             |
| Indian Wells           | Assente         | Assente         | Assente         | Q2              | 3T              | V             | 4T            | ND            | A               | 2T              | A               | 3T              | 1T            | 1 / 6       | 14–5        |             |
| Miami                  | Assente         | Assente         | Assente         | 3T              | 2T              | 2T            | 3T            | ND            | QF              | F               | A               | 3T              | 4T            | 0 / 8       | 17–8        |             |
| Madrid                 | Assente         | Assente         | Assente         | Q2              | A               | 1T            | QF            | ND            | 2T              | 2T              | A               | 2T              | 1T            | 0 / 6       | 6–6         |             |
| Roma                   | Assente         | Assente         | Assente         | Assente         | 1T              | 2T            | QF5           | A             | 2T              | Assente         | Assente         | 4T              | 4T            | 0 / 6       | 9–6         |             |
| Montréal / Toronto     | Assente         | Assente         | Assente         | Q1              | 3T              | 1T            | QF            | ND            | A               | 1T              | A               | 2T              |               | 0 / 5       | 5–5         |             |
| Cincinnati             | Assente         | Assente         | Assente         | Q2              | A               | 1T            | QF            | F6            | 3T              | 1T              | A               | Q2              |               | 0 / 5       | 7–4         |             |
| Tokyo / Wuhan3         | Q1              | Assente         | Assente         | Assente         | 1T              | Assente       | Assente       | Non disputato | Non disputato   | Non disputato   | A               | A               |               | 0 / 1       | 0–1         |             |
| Pechino                | Assente         | Assente         | Assente         | Q1              | 1T              | SF            | V             | Non disputato | Non disputato   | Non disputato   | A               | 4T              |               | 1 / 4       | 13–3        |             |
| Carriera               |                 |                 |                 |                 |                 |               |               |               |                 |                 |                 |                 |               |             |             |             |
| Tornei giocati         | 15              | 15              | 18              | 22              | 22              | 22            | 17            | 4             | 9               | 11              | 0               | 16              | 9             | 180         | 180         |             |
| Titoli                 | 0               | 0               | 0               | 0               | 0               | 2             | 3             | 1             | 1               | 0               | 0               | 0               | 0             | 7           | 7           |             |
| Finali                 | 0               | 0               | 1               | 1               | 0               | 3             | 3             | 2             | 1               | 1               | 0               | 0               | 0             | 12          | 12          |             |
| Cemento V–S            | 17–9            | 11–10           | 19–12           | 28–17           | 14–13           | 31–13         | 30–10         | 16–3          | 16–47           | 12–7            | 0-0             | 12-8            | 9-4           | 215–110     | 67%         |             |
| Terra V–S              | 8–5             | 2–3             | 5–3             | 5–4             | 5–5             | 5–4           | 9–2           | 0–0           | 3–28            | 1–2             | 0-0             | 5-5             | 3-3           | 53–36       | 60%         |             |
| Erba V–S               | 0–0             | 2–2             | 4–2             | 1–1             | 4–4             | 6–3           | 1–2           | 0–0           | 0–0             | 0–0             | 0-0             | 3-3             | 3-3           | 18–14       | 56%         |             |
| Sintetico V–S          | 0–1             | 0–0             | 3–1             | 0–0             | 0–0             | 0–0           | 0–0           | 0–0           | 0–0             | 0–0             | 0-0             | 0-0             | 0-0           | 3–2         | 60%         |             |
| Totale V–S             | 25–15           | 15–15           | 31–18           | 34–22           | 23–22           | 42–20         | 40–14         | 16–3          | 19–6            | 13–9            | 0-0             | 20-16           | 15-10         | 284–155     | 284–155     |             |
| Vittorie %             | 63%             | 50%             | 63%             | 61%             | 51%             | 68%           | 74%           | 84%           | 76%             | 59%             | 0 %             | 56%             | 60%           | 64.69%      | 64.69%      | 64.69%      |
| Ranking di fine anno   | 430             | 250             | 203             | 40              | 68              | 5             | 3             | 3             | 13              | 42              | N.C             | 59              |               | $20.076.456 | $20.076.456 | $20.076.456 |

Note
- 1 I tornei WTA 1000 erano precedentemente suddivisi in Premier Mandatory (Indian Wells, Miami, Madrid e Pechino) e in Premier 5 (Doha/Dubai, Roma, Montréal/Toronto, Cincinnati e Tokyo/Wuhan) dal 2009 al 2020.
- 2 Il Dubai Tennis Championships e il Qatar Ladies Open di Doha si scambiarono frequentemente lo status tra evento Premier ed evento Premier 5 tra il 2009 e il 2020.
- 3 Nel 2014 il Toray Pan Pacific Open ha cambiato lo status in evento Premier ed è stato sostituito dal Wuhan Open come evento Premier 5; dal 2021 è un WTA 1000.
- 4 Si ritira dopo aver disputato il primo incontro del round robin.
- 5 Il ritiro nei quarti di finale non viene considerata una sconfitta.
- 6 Il ritiro in finale non viene considerata una sconfitta.
- 7 Il ritiro prima della semifinale nel Yarra Valley Classic non viene contata come sconfitta.
- 8 Il ritiro prima del match del secondo turno nell'Open di Francia non viene contata come una sconfitta.

## Teste di serie nei Grandi Slam
In grassetto sono indicate le finali Slam vinte, mentre in corsivo quelle perse.
| Anno | Australian Open    | Open di Francia    | Wimbledon          | US Open            |
| ---- | ------------------ | ------------------ | ------------------ | ------------------ |
| 2015 | Assente            | Assente            | Non testa di serie | Non testa di serie |
| 2016 | Non testa di serie | Non testa di serie | Assente            | Non testa di serie |
| 2017 | Non testa di serie | Non testa di serie | Non testa di serie | Non testa di serie |
| 2018 | Non testa di serie | 21a                | 18a                | 20a                |
| 2019 | 4a                 | 1a                 | 2a                 | 1a                 |
| 2020 | 3a                 | Assente            | Non disputato      | 4a                 |
| 2021 | 3a                 | 2a                 | Assente            | 3a                 |
| 2022 | 13a                | Non testa di serie | Assente            | Non testa di serie |
| 2023 | Assente            | Assente            | Assente            | Assente            |

## Record personale di vittorie consecutive
N.B.: Il ritiro prima del match non viene contato come vittoria o sconfitta.

### 2020–21: 23
| #  | Evento               | Data inizio     | Superficie  | Turno | Avversaria               | Ranking | Punteggio        |
| -- | -------------------- | --------------- | ----------- | ----- | ------------------------ | ------- | ---------------- |
| –  | Billie Jean King Cup | 7 febbraio 2020 | Terra rossa | Q     | Sara Sorribes Tormo      | 78      | 0–6, 3–6         |
| 1  | Cincinnati           | 24 agosto 2020  | Cemento     | 2T    | Karolína Muchová         | 112     | 6(5)–7, 6–4, 6–2 |
| 2  | Cincinnati           | 24 agosto 2020  | Cemento     | 3T    | Dajana Jastrems'ka       | 25      | 6–3, 6–1         |
| 3  | Cincinnati           | 24 agosto 2020  | Cemento     | QF    | Anett Kontaveit (1)      | 20      | 4–6, 6–2, 7–5    |
| 4  | Cincinnati           | 24 agosto 2020  | Cemento     | SF    | Elise Mertens (1)        | 20      | 6–2, 7–6(5)      |
| –  | Cincinnati           | 24 agosto 2020  | Cemento     | F     | Viktoryja Azaranka (1)   | 59      | w/o              |
| 5  | US Open              | 31 agosto 2020  | Cemento     | 1T    | Misaki Doi               | 81      | 6–2, 5–7, 6–2    |
| 6  | US Open              | 31 agosto 2020  | Cemento     | 2T    | Camila Giorgi            | 74      | 6–1, 6–2         |
| 7  | US Open              | 31 agosto 2020  | Cemento     | 3T    | Marta Kostjuk            | 137     | 6–3, 6(4)–7, 6–2 |
| 8  | US Open              | 31 agosto 2020  | Cemento     | 4T    | Anett Kontaveit (2)      | 21      | 6–3, 6–4         |
| 9  | US Open              | 31 agosto 2020  | Cemento     | QF    | Shelby Rogers            | 93      | 6–3, 6–4         |
| 10 | US Open              | 31 agosto 2020  | Cemento     | SF    | Jennifer Brady (1)       | 41      | 7–6(3), 3–6, 6–3 |
| 11 | US Open              | 31 agosto 2020  | Cemento     | F     | Viktoryja Azaranka (2)   | 27      | 1–6, 6–3, 6–3    |
| 12 | Melbourne 2          | 31 gennaio 2021 | Cemento     | 2T    | Alizé Cornet             | 53      | 6–2, 6–2         |
| 13 | Melbourne 2          | 31 gennaio 2021 | Cemento     | 3T    | Katie Boulter            | 371     | 3–6, 6–3, 6–1    |
| 14 | Melbourne 2          | 31 gennaio 2021 | Cemento     | QF    | Irina-Camelia Begu       | 79      | 7–5, 6–1         |
| –  | Melbourne 2          | 31 gennaio 2021 | Cemento     | SF    | Elise Mertens (2)        | 20      | w/o              |
| 15 | Australian Open      | 8 febbraio 2021 | Cemento     | 1T    | Anastasija Pavljučenkova | 39      | 6–1, 6–2         |
| 16 | Australian Open      | 8 febbraio 2021 | Cemento     | 2T    | Caroline Garcia          | 43      | 6–2, 6–3         |
| 17 | Australian Open      | 8 febbraio 2021 | Cemento     | 3T    | Ons Jabeur               | 30      | 6–3, 6–2         |
| 18 | Australian Open      | 8 febbraio 2021 | Cemento     | 4T    | Garbiñe Muguruza         | 14      | 4–6, 6–4, 7–5    |
| 19 | Australian Open      | 8 febbraio 2021 | Cemento     | QF    | Hsieh Su-wei             | 71      | 6–2, 6–2         |
| 20 | Australian Open      | 8 febbraio 2021 | Cemento     | SF    | Serena Williams          | 11      | 6–3, 6–4         |
| 21 | Australian Open      | 8 febbraio 2021 | Cemento     | F     | Jennifer Brady (2)       | 24      | 6–4, 6–3         |
| 22 | Miami                | 23 marzo 2021   | Cemento     | 2T    | Ajla Tomljanović         | 77      | 7–6(3), 6–4      |
| –  | Miami                | 23 marzo 2021   | Cemento     | 3T    | Nina Stojanović          | 95      | w/o              |
| 23 | Miami                | 23 marzo 2021   | Cemento     | 4T    | Elise Mertens (3)        | 17      | 6–3, 6–3         |
| –  | Miami                | 23 marzo 2021   | Cemento     | QF    | Maria Sakkarī            | 25      | 0–6, 4–6         |

## Montepremi annuali
Aggiornato all'11 aprile 2022
| Anno      | Grandi Slam | Tornei WTA | Vittorie Totali | Guadagni ($) | #   |
| --------- | ----------- | ---------- | --------------- | ------------ | --- |
| 2012-2013 | 0           | 0          | 0               | 24330 $      | N/A |
| 2014      | 0           | 0          | 0               | 22166 $      | 319 |
| 2015      | 0           | 0          | 0               | 45820 $      | 248 |
| 2016      | 0           | 0          | 0               | 548680 $     | 62  |
| 2017      | 0           | 0          | 0               | 593912 $     | 56  |
| 2018      | 1           | 1          | 2               | 6394289 $    | 2   |
| 2019      | 1           | 2          | 3               | 6788282 $    | 3   |
| 2020      | 1           | 0          | 1               | 3352755 $    | 2   |
| 2021      | 1           | 0          | 1               | 2306222 $    | 8   |
| 2022      | 0           | 0          | 0               | 852626 $     | 7   |
| Carriera  | 4           | 3          | 7               | 20929082 $   | 20  |

## Vittorie contro giocatrici Top 10
| Stagione | 2017 | 2018 | 2019 | 2020 | 2021 | 2022 | 2023 | 2024 | Totale |
| Vittorie | 2    | 3    | 6    | 1    | 0    | 0    | 0    | 1    | 13     |

| #    | Giocatrice            | Ranking | Evento                           | Superficie  | Turno | Punteggio        | Rank. NOR |
| ---- | --------------------- | ------- | -------------------------------- | ----------- | ----- | ---------------- | --------- |
| 2017 |                       |         |                                  |             |       |                  |           |
| 1.   | Angelique Kerber      | 6       | US Open, New York                | Cemento     | 1T    | 6-3, 6-1         | 45        |
| 2.   | Venus Williams        | 5       | Hong Kong Tennis Open, Hong Kong | Cemento     | 2T    | 7-5, 6-2         | 64        |
| 2018 |                       |         |                                  |             |       |                  |           |
| 3.   | Karolína Plíšková (1) | 5       | Indian Wells Open, Indian Wells  | Cemento     | QF    | 6-2, 6-3         | 44        |
| 4.   | Simona Halep          | 1       | Indian Wells Open, Indian Wells  | Cemento     | SF    | 6-3, 6-0         | 44        |
| 5.   | Julia Görges          | 10      | China Open, Pechino              | Cemento     | 3T    | 6-1, 6-2         | 6         |
| 2019 |                       |         |                                  |             |       |                  |           |
| 6.   | Elina Svitolina       | 7       | Australian Open, Melbourne       | Cemento     | QF    | 6-4, 6-1         | 4         |
| 7.   | Karolína Plíšková (2) | 8       | Australian Open, Melbourne       | Cemento     | SF    | 6-2, 4-6, 6-4    | 4         |
| 8.   | Petra Kvitová (1)     | 6       | Australian Open, Melbourne       | Cemento     | F     | 7-6(2), 5-7, 6-4 | 4         |
| 9.   | Bianca Andreescu      | 6       | China Open, Pechino              | Cemento     | QF    | 5-7, 6-3, 6-4    | 4         |
| 10.  | Ashleigh Barty        | 1       | China Open, Pechino              | Cemento     | F     | 3-6, 6-3, 6-2    | 4         |
| 11.  | Petra Kvitová (2)     | 6       | WTA Finals, Shenzhen             | Cemento (i) | RR    | 7-6(1), 4-6, 6-4 | 3         |
| 2020 |                       |         |                                  |             |       |                  |           |
| 12.  | Kiki Bertens          | 9       | Brisbane International, Brisbane | Cemento     | QF    | 6-3, 3-6, 6-3    | 4         |
| 2024 |                       |         |                                  |             |       |                  |           |
| 13.  | Jeļena Ostapenko      | 10      | US Open, New York                | Cemento     | 1T    | 6-3, 6-2         | 88        |